# Iž
Iž (italienska: Eso, tyska: Ese) är en ö i Adriatiska havet. Ön tillhör Kroatien och har en yta på 16,51 km2. Dess högsta topp Korinjak når 168 m ö.h. Ön ligger mitt emellan öarna Dugi otok och Ugljan i Zadars skärgård i norra Dalmatien och befolkningen uppgår till 615 invånare (2011).

## Orter
- Veli Iž (Stora Iž) är öns huvudort och har 400 invånare (2011).[2]
- Mali Iž (Lilla Iž) har 215 invånare (2011).[2]

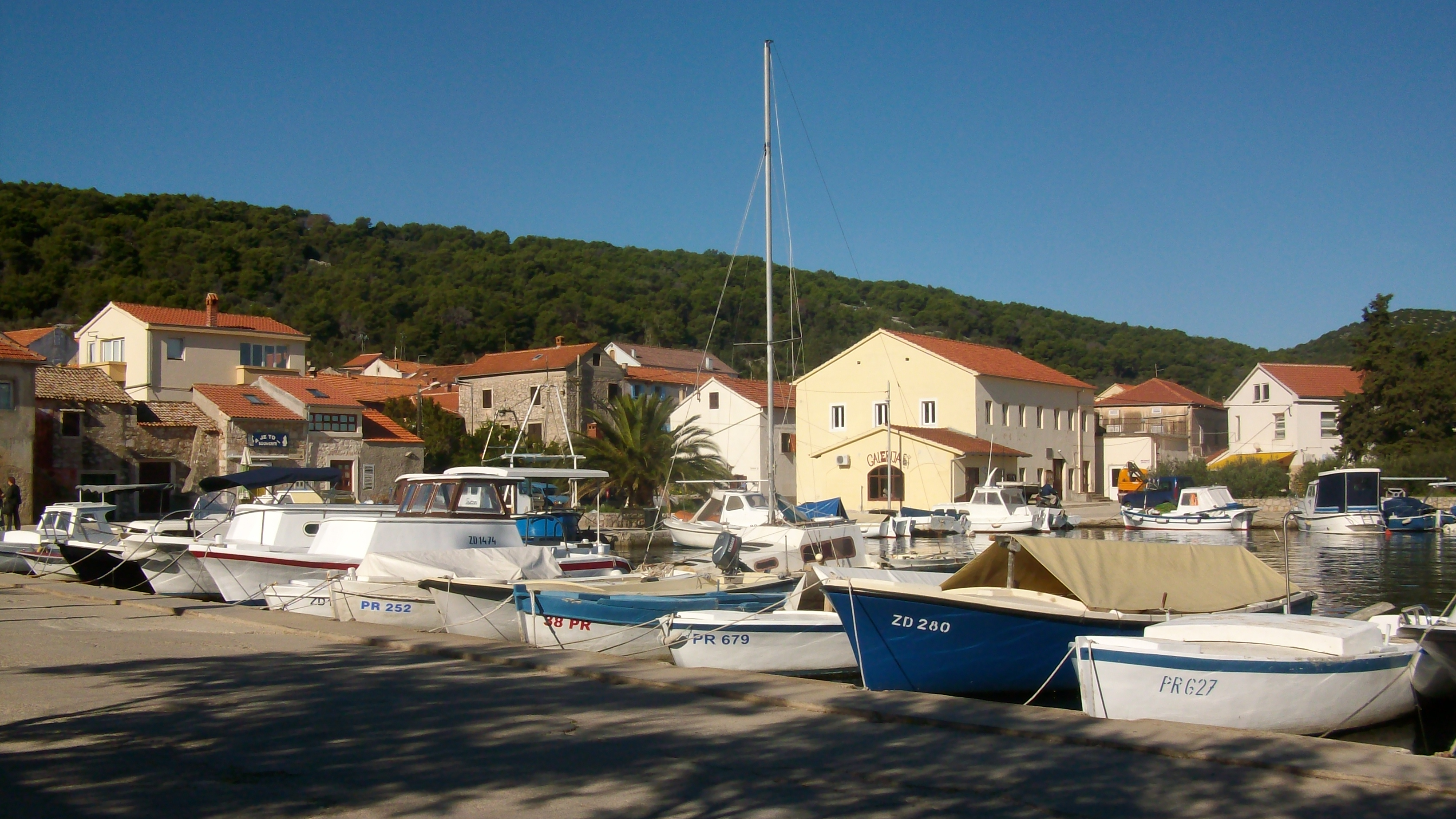
Veli Iž

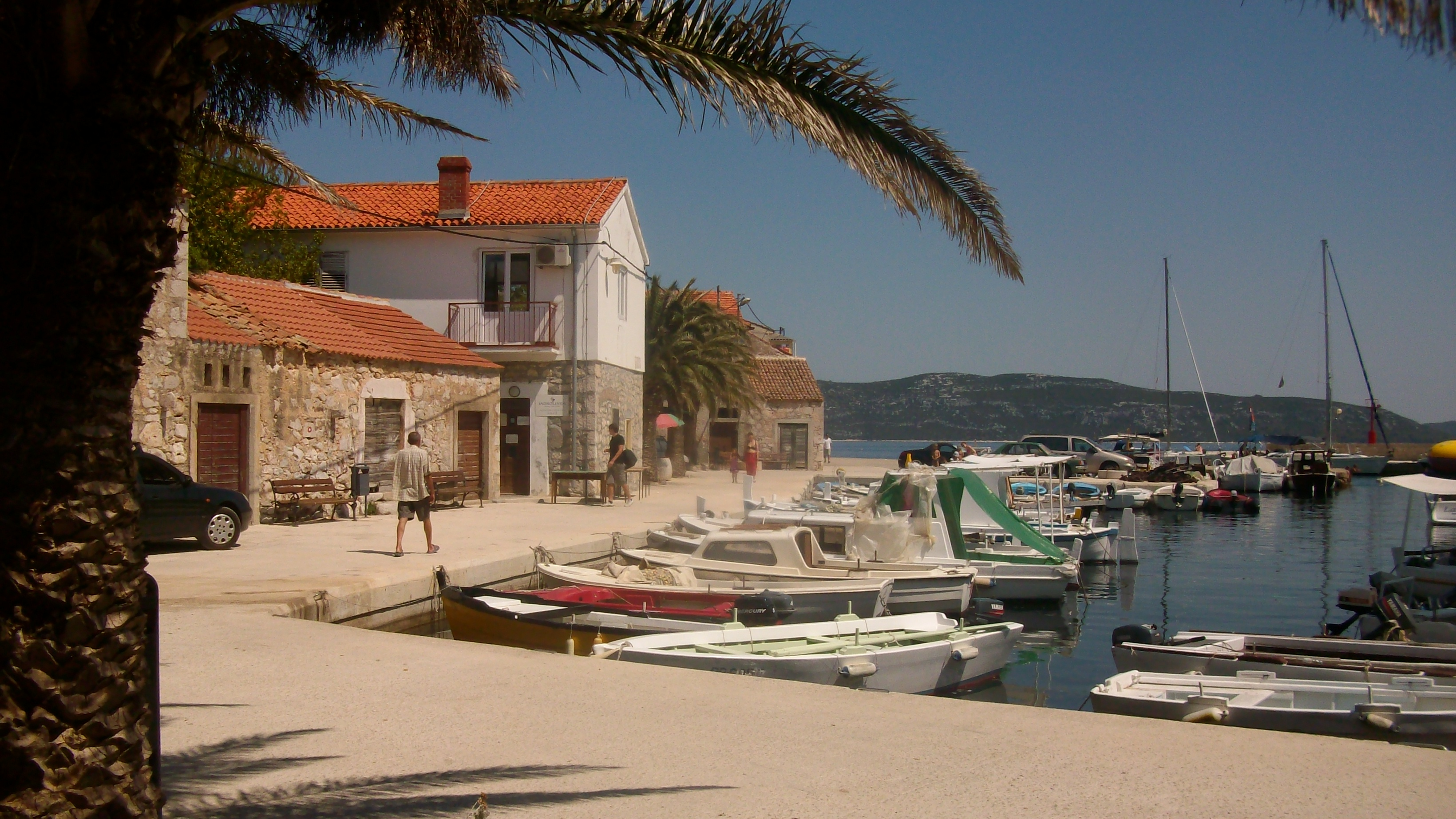
Mali Iž